# Gemeynt
Een gemeynt was in de middeleeuwen de aanduiding voor de gemeenschappelijk gebruikte woeste gronden, onder meer in het hertogdom Brabant, met de daaraan verbonden rechtsverschijnselen.

## Inleiding
Een gemeynt is derhalve het Brabantse equivalent van de Oost-Nederlandse marke. Belangrijkste verschil is het feit dat de marke gemeenschappelijk eigendom van de grotere boeren was, terwijl het gezag over de gemeynt werd uitgeoefend door het dorpsbestuur. Deze hadden het gezag over de woeste gronden (de gemeenterechten) veelal in de 14e eeuw verkregen van de landsheer, de hertog van Brabant. Deze documenten worden veelal gezien als oudst bekende vermelding van de huidige gemeente, met name omdat de genoemde grenzen van de gemeynt overeenkomen met die van de latere gemeenten. Strikt genomen heeft de oorkonde echter niets te maken met een gemeente of een territoriaal gezag, maar louter met het beschikkingsrecht over de woeste gronden (heide, bossen, etc.).

## Historische achtergrond
De rechten werden uitgegeven door een graaf of hertog. In een heerlijkheid werden zij soms uitgegeven door de heer, maar dit was geen regel. Tegenover de uitgifte stond betaling van een jaarlijks bedrag. Genoemde edelen waren op basis van geldende rechtsverhoudingen van nature eigenaar van deze gronden. Als zij geldgebrek hadden gaven zij het gebruiksrecht van deze gronden uit. De omschrijving van de gemeenterechten was een formalisering van het reeds langer bestaande gebruik van woeste gronden.

## Gebruik
Bij deze gemene gronden moet men vooral denken aan onvruchtbare hoger gelegen gronden, zoals heidevelden en andere woeste gronden. Daarnaast konden gemene gronden ook deels bestaan uit drassige gronden in beekdalen, de zogeheten 'groene gemeynt'. Het woord komt ook terug in de benaming meent voor gemeenschappelijke weidegronden. Ook andere toponiemen wijzen op gemeenschappelijk gebruik in het verleden, zoals koppel.
De gemeenterechten hielden onder meer in dat buitenstaanders die de gronden wilden gebruiken konden worden geweerd en eventueel bestraft. Uiteraard moest het in betreffende gebied nauwkeurig worden omschreven en afgepaald, waartoe op de woeste gronden tussen de grenspalen meestal kaarsrechte grenzen werden getrokken.
De gebruiksrechten voor de woeste gronden konden betrekking hebben op het laten grazen van runderen of schapen, het verzamelen van strooisel en later het steken van heideplaggen, het steken van turf en het uitzetten van bijen. Daarnaast konden ook het jachtrecht, het visrecht en het pootrecht (recht om bomen te planten) hieronder vallen.

## Van gemeynt naar gemeente
Het woord gemeynt of gemene grond is later overgegaan op de moderne bestuurseenheid gemeente. Veel van de gemeenschappelijke gronden zijn nog steeds gemeentelijk bezit. De grenzen van de omstreeks 1810 ingestelde gemeenten vielen, voordat ingrijpende herindelingen en fusies plaatsvonden, vaak samen met de in de feodale tijd vastgestelde grenzen.